# Щур Віталій Леонідович
Віталій Леонідович Щур (рос. Виталий Леонидович Щур; нар. 27 листопада 1987, Камінь-на-Обі, Кам'янський район, Алтайський край) — російський борець греко-римського стилю, срібний та бронзовий призер чемпіонатів Європи, срібний призер Кубку світу, чемпіон світу серед військовослужбовців. Майстер спорту міжнародного класу з греко-римської боротьби.

## Життєпис
Боротьбою почав займатися з 2000 року.
Виступає за спортивний клуб «Чемпіон» Новоалтайськ. Тренери — Володимир Кутчер, Рустам Сіндіков.
Срібний (2016) і бронзовий (2014, 2015, 2017) призер чемпіонатів Росії.
У збірній команді Росії з 2014 року.

## Спортивні результати на міжнародних змаганнях

### Виступи на Чемпіонатах світу
| Змагання                        | Збірна | Вагова категорія                  | Місце |
| ------------------------------- | ------ | --------------------------------- | ----- |
| Чемпіонат світу з боротьби 2017 | Росія  | греко-римська боротьба, до 130 кг | 16    |

### Виступи на Чемпіонатах Європи
| Змагання                         | Збірна | Вагова категорія                  | Місце  |
| -------------------------------- | ------ | --------------------------------- | ------ |
| Чемпіонат Європи з боротьби 2016 | Росія  | греко-римська боротьба, до 130 кг | 5      |
| Чемпіонат Європи з боротьби 2017 | Росія  | греко-римська боротьба, до 130 кг | Бронза |
| Чемпіонат Європи з боротьби 2018 | Росія  | греко-римська боротьба, до 130 кг | Срібло |

### Виступи на Кубках світу
| Змагання                    | Збірна | Вагова категорія                  | Місце  |
| --------------------------- | ------ | --------------------------------- | ------ |
| Кубок світу з боротьби 2015 | Росія  | греко-римська боротьба, до 130 кг | Срібло |

### Виступи на Чемпіонатах світу серед військовослужбовців
| Змагання                                                  | Збірна | Вагова категорія                  | Місце  |
| --------------------------------------------------------- | ------ | --------------------------------- | ------ |
| Чемпіонат світу з боротьби серед військовослужбовців 2018 | Росія  | греко-римська боротьба, до 130 кг | Золото |

### Виступи на інших змаганнях
| Змагання                                         | Збірна | Вагова категорія                  | Місце  |
| ------------------------------------------------ | ------ | --------------------------------- | ------ |
| Турнір Івана Піддубного 2012                     | Росія  | греко-римська боротьба, до 120 кг | 5      |
| Турнір Івана Піддубного 2013                     | Росія  | греко-римська боротьба, до 120 кг | 12     |
| Кубок Вантаа з боротьби 2013                     | Росія  | греко-римська боротьба, до 120 кг | Золото |
| Турнір Івана Піддубного 2014                     | Росія  | греко-римська боротьба, до 130 кг | Срібло |
| Турнір Вехбі Емре 2014                           | Росія  | греко-римська боротьба, до 130 кг | 16     |
| Міжнародний турнір Любомира Івановича-Гедзи 2014 | Росія  | греко-римська боротьба, до 130 кг | Бронза |
| Кубок Владислава Пітласинські 2014               | Росія  | греко-римська боротьба, до 130 кг | Срібло |
| Кубок Вантаа з боротьби 2014                     | Росія  | греко-римська боротьба, до 130 кг | Золото |
| Меморіал Олега Караваєва 2014                    | Росія  | греко-римська боротьба, до 130 кг | Золото |
| Гран-прі Іспанії з боротьби 2015                 | Росія  | греко-римська боротьба, до 130 кг | Бронза |
| Кубок Владислава Пітласинські 2015               | Росія  | греко-римська боротьба, до 130 кг | Бронза |
| Меморіал Олега Караваєва 2015                    | Росія  | греко-римська боротьба, до 130 кг | Золото |
| Турнір Івана Піддубного 2016                     | Росія  | греко-римська боротьба, до 130 кг | Срібло |
| Чемпіонат Росії з боротьби 2016                  | Росія  | греко-римська боротьба, до 130 кг | Срібло |
| Гран-прі Німеччини з боротьби 2016               | Росія  | греко-римська боротьба, до 130 кг | Срібло |
| Меморіал Болата Турлиханова 2016                 | Росія  | греко-римська боротьба, до 130 кг | 5      |
| Кубок Європейських націй з боротьби 2016         | Росія  | команда                           | Золото |
| Турнір Івана Піддубного 2017                     | Росія  | греко-римська боротьба, до 130 кг | 5      |
| Чемпіонат Росії з боротьби 2017                  | Росія  | греко-римська боротьба, до 130 кг | Бронза |
| Меморіал Болата Турлиханова 2017                 | Росія  | греко-римська боротьба, до 130 кг | Бронза |
| Турнір Івана Піддубного 2018                     | Росія  | греко-римська боротьба, до 130 кг | Срібло |
| Меморіал Кристьяна Палусалу 2018                 | Росія  | греко-римська боротьба, до 130 кг | Золото |
| Чемпіонат Росії з боротьби 2018                  | Росія  | греко-римська боротьба, до 130 кг | Срібло |
| Меморіал Болата Турлиханова 2018                 | Росія  | греко-римська боротьба, до 130 кг | Срібло |
| Кубок Алроси 2018                                | Росія  | команда                           | Золото |
| Чемпіонат Росії з боротьби 2019                  | Росія  | греко-римська боротьба, до 130 кг | Золото |
| Турнір Дана Колова — Николи Петрова 2019         | Росія  | греко-римська боротьба, до 130 кг | Бронза |
| Гран-прі Німеччини з боротьби 2019               | Росія  | греко-римська боротьба, до 130 кг | Бронза |
| Кубок Алроси 2019                                | Росія  | Multiple Style Event, до 130 кг   | Золото |
| Кубок Алроси 2019                                | Росія  | Multiple Style Event, команда     | Золото |